# Флаг Бежецка
Флаг муниципального образования «Городское поселение — город Бе́жецк Бежецкого района Тверской области» Российской Федерации — опознавательно-правовой знак, служащий официальным символом муниципального образования и символом его общественно-исторического и административного статуса наряду с гербом.
Флаг утверждён 24 октября 2006 года и внесён в Государственный геральдический регистр Российской Федерации с присвоением регистрационного номера 3698.

## Описание
«Прямоугольное полотнище с соотношением ширины к длине 2:3, состоящее из одной вертикальной 1/4 от длины флага, расположенной у древка, полосы красного цвета с изображением вверху жёлтой шапки Мономаха, лежащей на зелёной подушке, и трёх горизонтальных полос: белого цвета, составляющей 4/5 ширины флага, жёлтого цвета, составляющей 1/25 ширины флага, и зелёного цвета, составляющей 4/25 ширины флага, с двусторонним изображением в центре белой полосы зелёного с чёрными ветвями куста малины с восемью красными ягодами. Габаритная ширина куста малины 1/2 длины флага».

## Символика
Флаг составлен на основании герба города Бежецка по правилам и соответствующим традициям геральдики и отражает исторические, культурные, социально-экономические, национальные и иные местные традиции.
Красная полоса напоминает о плодотворном для края княжении Дмитрия Юрьевича Красного. Красный цвет является символом мужества и храбрости жителей Бежецкого Верха.
Куст малины свидетельствует о связи с историческим гербом Бежецка утверждённого 10 (21) октября 1780 года.
Зелёный пояс свидетельствует о красоте Ахматовских мест и богатстве края.